# Viktorin Kornel ze Všehrd
Viktorin Kornel ze Všehrd (1460, Chrudim – 21. září 1520, Praha), spisovatel, právník, univerzitní mistr (1483), od roku 1484 děkan artistické fakulty Karlovy univerzity. Původem byl měšťan, ale byl povýšen do šlechtického stavu. Formuloval program českého humanismu.

## Život
Narodil se v rodině chrudimského měšťana kališnického vyznání. Po studiích na pražské artistické fakultě získal v roce 1483 titul mistra a začal přednášet na univerzitě, v roce 1484 se stal děkanem artistické fakulty pražské univerzity. V té době používal jméno Chrudimský.  Roku 1487 univerzitu opustil a přijal místo úředníka u zemských desk, zde studoval české právo. Stal se váženou osobností, byl velmi známý jako právník a skvělý řečník. Roku 1492 byl povýšen do šlechtického stavu (ze Všehrd). Roku 1493 stal se místopísařem zemských desk. Jeho postavení bylo posíleno tím, že pozice písaře, který by mu byl nadřízen, tehdy zůstala neobsazena.
Přátelil se s Bohuslavem Hasištejnským z Lobkovic a společně se stali členy kroužku pražských humanistů. Později se s ním však rozešel pro různé názory na náboženství. Kornel byl stoupencem Jednoty bratrské a po rozchodu s Hasištejnským začal psát česky. Začal překládat antické texty a náboženské spisy z nejstaršího křesťanského období od sv. Jana Zlatoústého a sv. Cypriána.  Jako humanista usiloval o to, aby prostřednictvím češtiny vzdělání bylo přístupné i lidem, kteří neznají latinu.
Těžiště jeho práce tkví v právnickém díle O práviech, o súdiech i o dskách země české knihy devatery, k němuž čerpal především ze Zemských desk. Toto se mu stalo osudným, neboť jakmile šlechta zjistila, že Kornel chce zapsat a zveřejnit některé nálezy ze Zemských desk, o jejichž zrušení usilovala, přiměla krále Vladislava Jagelonského k odvolání Kornela z vedení Zemských desk; roku 1497 byl tohoto úřadu zbaven. Kornel však již měl dostatek materiálů a svou knihu dokončil o dva roky později.
Po propuštění z úřadu žil jako soukromník. V roce 1500 se oženil a tím získal značný majetek. Přestěhoval se do vlastního domu na Malé Straně (Huťský mlýn). Od roku 1506 vystupoval jako advokát. 
Zemřel v Praze v roce 1520 na mor. Je pohřben v Praze na Malé Straně v kostele svatého Jana Křtitele Na prádle.

## Dílo
Psal latinsky i česky. Snažil se o vypracování češtiny na úroveň latiny, proto překládal některá latinská díla.
- Knihy o napravení padlého – jedná se o překlad, autorem je Jan Zlatoústý. Ve slavné předmluvě, na niž se odvolávali prakticky všichni obrozenci, vytyčil program českých humanistů. Jeho jádro spočívá v myšlence, že český vzdělanec by měl psát česky, a rozhojňovat tak jazykově českou kulturu, místo aby psal latinsky a přispíval k rozrůstání už tak velkolepé latinské tradice (o němčině Kornel ani nechce uvažovat).[2] Je to zároveň výtka adresovaná latinské větvi českého humanismu, zejména Bohuslavu Hasištejnskému, který se dokonce zdráhá tomu, aby bylo jeho dílo byť jen překládáno do češtiny.
- O práviech, o súdiech i o dskách země české knihy devatery – právnické dílo, je zde rozebírán zápas šlechty s měšťany – autor se staví na stranu měšťanů. Dílo bylo dokončeno roku 1499,[3] o rok později (1500) vyšlo Vladislavské nařízení, které podpořilo šlechtu. Po vydání tohoto nařízení odešel Viktorin Kornel ze Všehrd z politiky. I v tomto díle se snažil dosáhnout jazykové dokonalosti. Upravená verze díla, věnovaná králi Vladislavovi,  vyšla v roce 1508.[1][3]

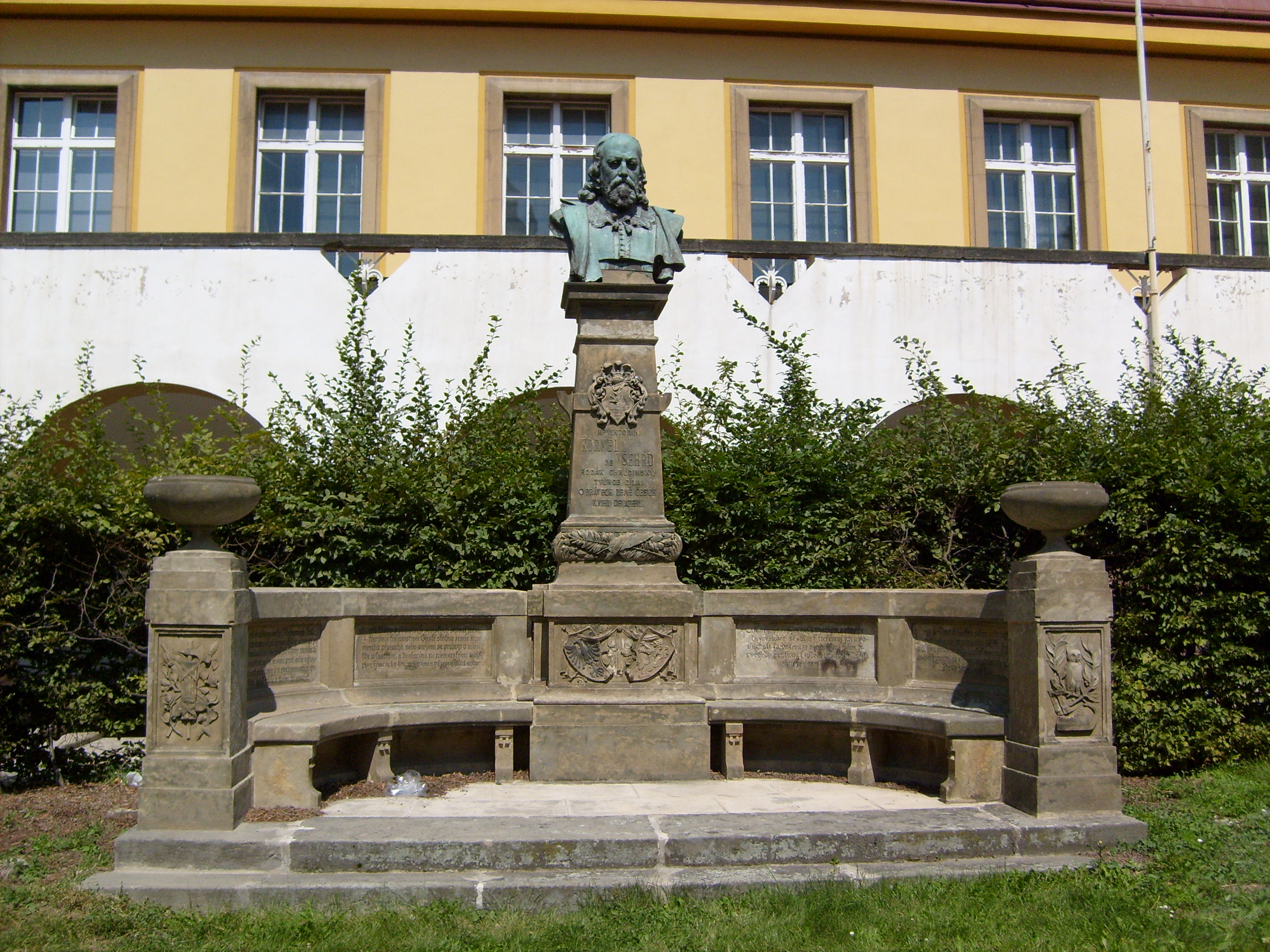
Pomník Viktorina Kornela v Chrudimi na Všehrdově náměstí před okresním soudem

## Zajímavosti
- Jméno Viktorina ze Všehrd bylo umístěno pod okny Národního muzea v Praze spolu s mnoha dalšími, viz Dvaasedmdesát jmen české historie.

- V roce 1868  po něm byla pojmenována právnická studentská organizace Spolek českých právníků Všehrd, která působí dodnes.
- Pseudonym si po Viktorinovi Kornelovi ze Všehrd zvolila překladatelka a spisovatelka Marie Kornelová, vlastním jménem Marie Hrubešová.

- Secesní pomník s bustou Viktorína Kornela ze Všehrd  od Františka Rouse z roku 1901 na náměstí v Chrudimi je kulturní památkou ČR.[4]